# Colaita
La Colaita és una muntanya del País Valencià, situada a la serra del Caballó, entre les comarques de la Canal de Navarrés, la Foia de Bunyol i la Ribera Alta; a nord del riu Xúquer, a l'est de Dosaigües, al sud del riu Magre i de Torís, i a l'oest del Matamon.
La cota més elevada arriba a 827 metres.

## Imatges

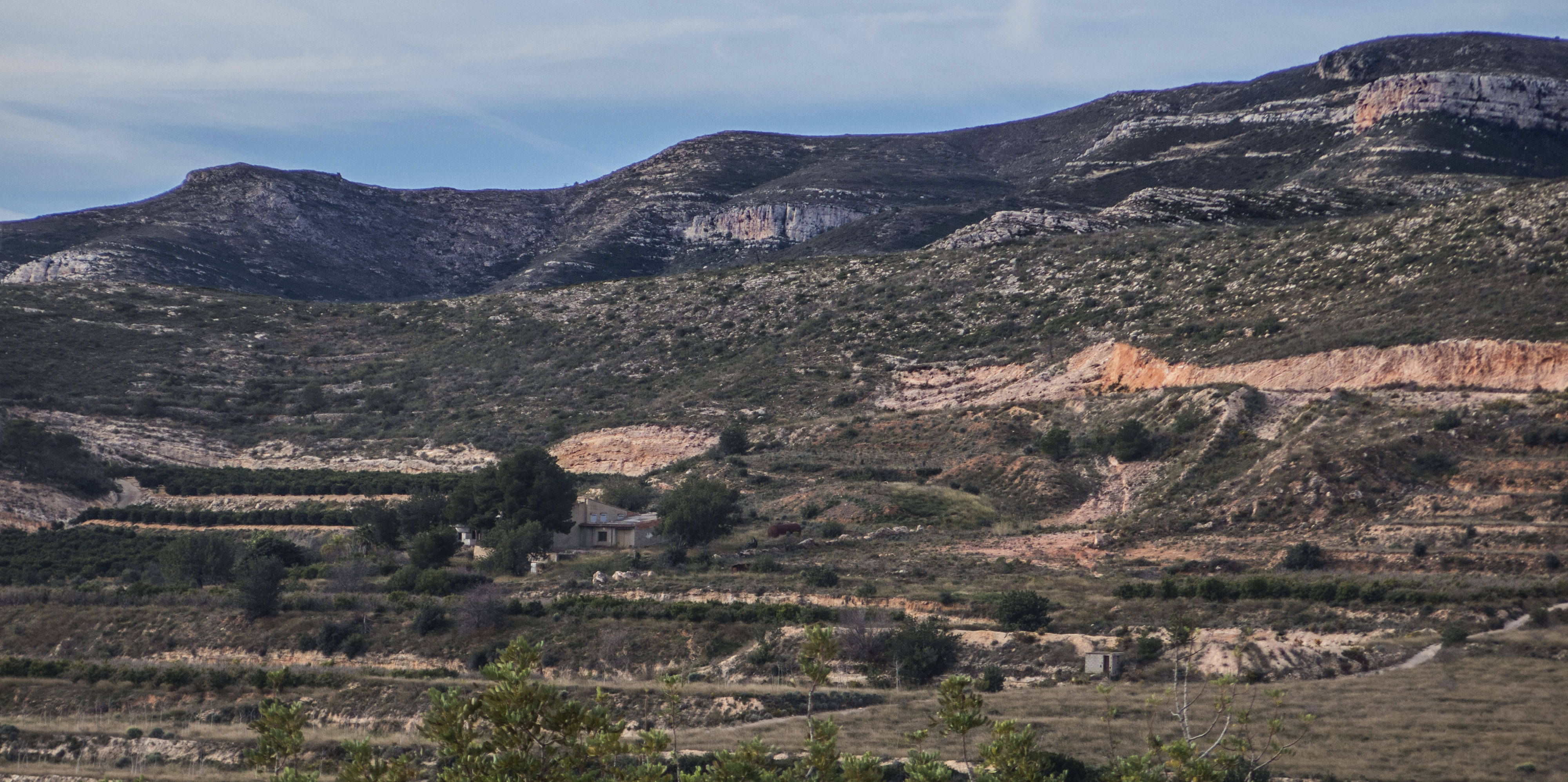
Serra del Caballó vista des del Matamon.
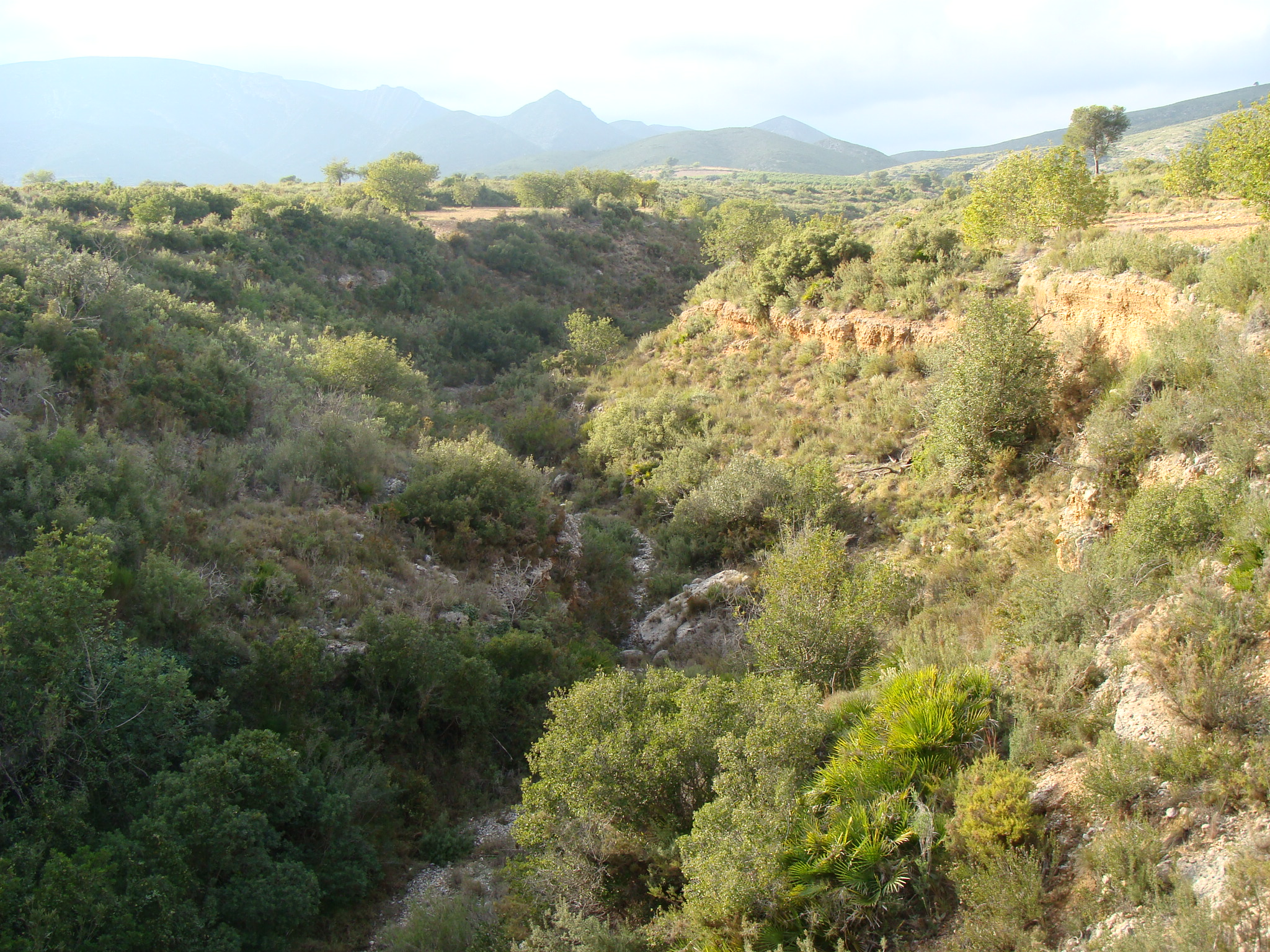
Rambla de la Colaita.